# 馬淵式ヘリコプター
馬淵式ヘリコプター（まぶちしきヘリコプター）は、日本の馬淵清一が製作したヘリコプター。

## 概要
馬淵は、当時実用的な機体の登場に至っていなかったヘリコプターの研究を進めており、1931年（昭和6年）1月24日に「旋廻飛行機」として特許を出願した。これは、各ローターブレード（動翼）の傾斜角度を調節できる可変ピッチ機構を備えた同軸反転式ローターを飛行に用いるもので、翌1932年（昭和7年）8月26日に特許権が認められた。
1937年（昭和12年）10月には、馬淵式ヘリコプターの実機が大阪府工業奨励館にて展示された。エンジンと変速装置は自動車のものを転用して製作されており、特許の明細書では数葉（図面では4翅）とされていたローターが実機では2翅となっているなど、特許出願時の構想から変更が加えられている箇所もあった。その後、進捗率90パーセント程度のところまで製作が進められたが、太平洋戦争の被害を受けて機体は完成に至らぬまま失われた。